# She's So High
〈She's So High〉는 영국의 밴드 블러의 싱글 곡이다. 1990년 10월 15일 영국에서 더블 A사이드 싱글 앨범으로 발매되었으며, 블러의 데뷔 싱글이기도 하다. 이후 발매된 블러의 1집 《Leisure》에서 첫번째 트랙으로도 수록되었다.

## 앨범
앨범의 커버 그림은 미국의 화가인 멜 라모스가 그린 것으로, 나체의 여인이 하마를 타고 있는 그림이다. 당시 파격적으로 평가받았던 이 앨범 커버 그림은 훗날 블러의 라이브투어 'The Singles Night'의 프로모션용 이미지로 10여년간 활용되기도 했다.

## 뮤직비디오
1996년 MTV에서 방송된 '블러그래피 스페셜' (MTV Blurography special)에서 블러 멤버들이 당시 촬영했던 〈She's So High〉의 뮤직비디오에 관해 언급된 바 있다. 여기서 드러머 데이브 로운트리는 "우리 음반사 사장이었던 데이비드 볼프가 비디오를 직접 연출하려 했죠. (영상에 나오는) 네온 고리가 세 개짜리 줄로 천장에 매달려 있었는데, 그 줄을 또 누군가 하나씩 잡고 있었어요. 그 사람들더러 볼프 사장이 네온 고리가 움직이도록 줄을 막 흔들라고 하는 거에요. '팍팍 흔드는 거 아직도 안 보인다!' 하고 계속 소리쳤죠"라고 말했다. 한편으로 리드보컬인 데이먼 알반이 펭귄 북스 셔츠를 입고 나오는데 일종의 문화적 아이콘으로 자리잡기도 했다.

## 발매 정보
〈She's So High〉는 1990년 6월 영국에서 처음 발매되었으며 영국 싱글 차트 48위에 올랐다. 당시 <뉴 뮤지컬 익스프레스> 금주의 싱글로 선정되기도 하였으며, 2000년 베스트 앨범 <Blur: The Best of>에 수록 발매될 때에는 첫 발매 당시 차트보다 더 높은 순위를 기록해 여전한 인기를 자랑하는 싱글로 남게 되었다. 뿐만 아니라 블러가 라이브 공연에 나설 때 부르는 몇 안 되는 1집 수록곡으로도 알려져 있다.

## 트랙리스트
모든 곡은 블러가 작곡했다.
| 7인치 레코드 / 카세트 1. "She's So High (Edit)" – 3:49 2. "I Know" – 3:31 12인치 레코드 1. "She's So High (Definitive)" – 4:45 2. "Sing" – 6:00 3. "I Know (Extended)" – 6:29 | CD 1. "She's So High (Edit)" – 3:49 2. "I Know (Extended)" – 6:29 3. "Down" – 5:56 |

## 참여 스텝
블러
- 데이먼 알반 – 리드보컬, 신디사이저, 프로덕션
- 그레이엄 콕슨 – 기타, 백보컬, 프로덕션
- 알렉스 제임스 – 베이스, 백보컬, 프로덕션
- 데이브 로운트리 – 드럼, 백보컬, 프로덕션

기타 참여
- 스티브 러벨 - 프로덕션
- 스티브 파워 - 프로덕션

## 차트 정보
| 차트 순위 (1991년) | 최고순위 |
| ------------------ | -------- |
| 영국 싱글 차트     | 48위     |